# Акт (часопис)
Акт је часопис за књижевност, уметност и културу, који излази у Ваљеву. Први број је изашао 2001. године. Идејни творац и главни и одговорни уредник код оснивања  је био Дејан Богојевић, а тренутни главни уредник, од броја 70. 2017. године је Данијела Падејски. Редакцију чине, поред Богојевића, и мр Срба Игњатовић, Перо Зубац, мр Душан Стојковић, Мирољуб Тодоровић, Данијела Богојевић и Бајо Џаковић.
Часопис додељује награду Златно слово за најбољу књигу кратке прозе објављене на српском језику.

## О часопису
Рубрике које су се усталиле у часопису су поезија, кратка проза, есеј, хаику, драма, афоризам, визуелна поезија, стрип, дечје стваралаштво, преводилачка књижевност, књижевна критика и ликовна критика. Часопис прати и подржава нове уметничке форме изражавања и стваралаштво младих и недовољно афирмисаних аутора. У часопису су објављени и бројни прилози из преводилачке књижевности аутора из Палестине, Бугарске, Словачке, Пољске, Македоније, Русије, Уругваја, Аргентине, Француске и многих других земаља.

## Међународна сарадња
Часопис сарађује са појединцима и културним установама у Европи и свету. Часопис је учесник пројекта Ревија у ревији и до сада је објављен у оквиру часописа:
- Текстуалија, Пољска,[2]
- Апокалипса, Словенија,[3]
- Корени, Северна Македонија.

## Конкурси часoписа

### Конкурс за најкраћу необјављену причу
Почевши 2004. године, часопис расписује конкурс за најкраћу необјављену причу, до 13 редова, писаца из целог света.
| Година | Аутор                                    | Дело                                          |
| ------ | ---------------------------------------- | --------------------------------------------- |
| 2004.  | Звонка Газивода                          | Синдром пахуље                                |
| 2005.  | Обрен Ристић                             | Ћутање са Бранком или нема песме изван истине |
| 2006.  | Душан Стојковић                          | Посета                                        |
| 2007.  | Александар Прокопиев, Северна Македонија | Чаробница                                     |
| 2007.  | Бранислав Вељковић                       | Спасавање човека                              |
| 2008.  | Миљурко Вукадиновић                      | Реквијем за искушеника                        |
| 2009.  | Бајо Џаковић                             | Све једно                                     |
| 2009.  | Олга Лалић Кровицка                      | Моја тета                                     |
| 2010.  | Ненад Глишић                             | Пандемија епидемије                           |
| 2011.  | Џоел Кудвин (енгл. ), Канада             | Пустош                                        |
| 2012.  | Милош Јанковић                           | Хлеб од проса                                 |
| 2013.  | Христо Петрески, Македонија              | Стан                                          |
| 2014.  | Балша Рајчевић                           | Рођен из мађионичарског шешира                |
| 2015.  | Срба Игњатовић                           | Тресак                                        |
| 2016.  | Јасмина Малешевић                        | Криве љубави                                  |

### Средњошколски литерарни конкурс
Од 2010. године, часопис расписује и ваљевски средњошколски литерарни конкурс.